# Amoklauf an der Robb Elementary School
Beim Amoklauf an der Robb Elementary School in der Kleinstadt Uvalde im US-Bundesstaat Texas wurden am 24. Mai 2022 19 Schulkinder und zwei Lehrerinnen erschossen und 15 weitere Kinder sowie ein Polizist verletzt. Der 18-jährige Täter, Salvador Ramos, hatte zuvor seine Großmutter angeschossen und wurde schließlich seinerseits von der Polizei getötet.
Es war das 27. Mal im Jahr 2022, dass es bei einem Vorfall an einer Schule in den USA Tote oder Verletzte durch Schusswaffen gegeben hat. Nach dem Amoklauf an der Sandy Hook Elementary School in Connecticut, bei dem 10 Jahre zuvor 28 Menschen, zumeist Kinder, getötet worden waren, ist das Schulmassaker von Uvalde dasjenige mit der zweithöchsten Zahl an Todesopfern seit Beginn der Aufzeichnungen. Der Fall löste in den USA erneut eine Debatte zwischen Befürwortern und Gegnern strengerer Gesetze zu Regulierung des Waffenbesitzes aus.

## Hintergrund
Uvalde ist eine mehrheitlich hispanisch geprägte Stadt mit etwa 16.000 Einwohnern in der Region Südtexas; sie liegt etwa 100 km von der mexikanischen Grenze und 135 km von der Großstadt San Antonio entfernt.
Etwa 90 % der Schülerschaft der Robb Elementary School sind hispanischer Herkunft; etwa 81 % kommen aus wirtschaftlich benachteiligten Verhältnissen. In der Stadt ist nahezu die Hälfte der Bevölkerung nicht englischsprachig. Die Schule unterrichtet etwa 600 Schüler der zweiten bis vierten Klasse. Der zuständige Schulbezirk Uvalde Consolidated Independent School District (UCISD) verfügte zum Zeitpunkt des Amoklaufs über vier Polizisten und Sicherheitspersonal, das die Eingänge und Parkplätze der weiterführenden Schulen bewachte.

## Tathergang und Polizeieinsatz
Kurz vor 11:30 Uhr Ortszeit (UTC−6) schoss Ramos auf seine 66-jährige Großmutter in ihrem Haus in Uvalde und verletzte sie schwer.
Nachdem er einen schwarzen Ford F-150 in einen Graben vor der Schule gerammt hatte, schoss er zunächst auf zwei Passanten. Um 11:31 Uhr begann er vom Parkplatz aus auf die Schule zu schießen. Zu dieser Zeit trafen die ersten Streifenfahrzeuge an einem Beerdigungsinstitut gegenüber der Schule ein. Ein Polizist fuhr am Schützen vorbei, der sich hinter einem Auto auf dem Parkplatz versteckte. Gegen 11:33 Uhr betrat der Täter die Schule durch den unverschlossenen Südeingang. Die offene Tür verstieß gegen die Vorgaben der Schulbehörde, wonach alle Türen während der Unterrichtszeit verschlossen sein müssen. Nach Angaben eines Schülers war die Tür offen, damit Eltern ungehinderten Zugang zu einer Schulveranstaltung haben konnten.
Nach Angaben der Polizei trug der Täter eine kugelsichere Weste, einen Rucksack, komplett schwarze Kleidung und führte ein Selbstladegewehr im AR-15-Stil (DDM4 V7) des Herstellers Daniel Defense sowie Magazine mit sich. Die halb-automatische AR-15 ist das populärste Gewehr in den USA. Im Jahr 2016 ging bei knapp zwei Drittel aller Gewehrverkäufe eine AR-15 über den Ladentisch. Die National Rifle Association of America (NRA) gab im Jahr 2017 an, dass rund 15 Millionen AR-15 in amerikanischen Haushalten stehen.
Nach Behördenangaben stieß Ramos in den Unterrichtsraum einer vierten Klasse vor. In demselben Raum erschoss er auch seine Opfer, die später sämtlich dort aufgefunden wurden. Bereits um 11.35 Uhr betraten die ersten drei Polizeibeamten die Schule und näherten sich dem Klassenzimmer, in dem Ramos sich befand. Ramos schoss auf die Polizisten und zwei von ihnen wurden von Streifschüssen getroffen, als sie sich der Tür zum Klassenzimmer näherten. Die lokale Polizei versuchte mit dem Schützen zu verhandeln; ihr fehlte es an Spezialausrüstung, um die verbarrikadierte Tür aufzubrechen. Der Einsatzleiter ging davon aus, dass keine Gefahr mehr für andere Kinder bestand und der Schütze sich nur verbarrikadiert hatte. Die Schule wurde laut eigenen Angaben um 11:43 Uhr als Reaktion auf Schüsse in der Umgebung abgeriegelt. Nach Behördenangaben hatte der Täter einen Großteil seiner Munition zu Beginn abgefeuert. Während der Verhandlungen habe der 18-Jährige „nicht viel geschossen“ und versucht, die Polizisten auf Abstand zu halten. Um 12:50 Uhr trafen Beamte der BORTAC, einer Antiterroreinheit der United States Border Patrol, auf ein Hilfeersuchen der Behörden hin an der Schule ein. Mit einem Schlüssel eines Hausmeisters öffnete ein BORTAC-Mitglied die Stahltür zum Klassenzimmer. Nachdem die Tür aufgeschlossen worden war, betrat ein BORTAC-Mitglied den Raum mit einem ballistischen Schutzschild. Ihm folgten zwei weitere BORTAC-Mitglieder und ein Deputy Sheriff. Ramos eröffnete das Feuer auf die Gruppe. Die Beamten erwiderten daraufhin das Feuer und töteten ihn. Ein Polizist erlitt bei dem Schusswechsel mit dem Täter Kopfverletzungen. In der Schule wurden nach der Tat 142 Patronenhülsen und 173 unbenutzte Patronen von Ramos gefunden; außerdem wurden auf dem Schulgelände außerhalb des Gebäudes 22 Patronenhülsen und 900 scharfe Patronen von Ramos gefunden. Die Polizei- und Grenzschutzbeamten feuerten während der Schießerei insgesamt 35 Schüsse ab, davon 8 im Flur und 27 in dem Klassenzimmer, in dem Ramos getötet wurde.

## Vorwürfe des Polizeiversagens und Aufarbeitung des Polizeieinsatzes
Das Vorgehen der Polizei hat massive Kritik hervorgerufen und wird derzeit genau aufgearbeitet. Augenzeugen der Vorgänge außerhalb der Schule und Eltern der Opfer warfen der Polizei vor, nicht zügig genug das Schulgebäude betreten zu haben, um den Amokläufer zu stoppen.
Die Polizeibehörden und Stadt versuchten zunächst, das Versagen der Polizei vor Ort zu verschleiern. Nach und nach kamen immer mehr Einzelheiten des Polizeieinsatzes an die Öffentlichkeit. Der Behördenchef für öffentliche Sicherheit in Texas, Steven McCraw, teilte bei einer Pressekonferenz am 27. Mai mit, dass 19 Polizisten bereits um 12:03 Uhr im Flur vor dem Klassenraum postiert gewesen seien, aber nicht versucht hätten, in den Raum einzudringen und den Schützen zu stoppen, weil sie dachten, es seien keine Kinder mehr in Gefahr. Dies stellte sich, auch nach Angaben des Behördenchefs, als Fehleinschätzung heraus. So riefen Kinder mehrmals ab 12:03 Uhr aus jenem Klassenzimmer den Notruf an und teilten im Flüsterton mit, dass noch „acht bis neun“ Schüler im Klassenraum mit dem Täter am Leben seien. Eine Schülerin rief um 12:47 Uhr an und bat, die Polizei „jetzt“ zu schicken. Es ist unklar, ob oder ggf. wie viele Kinder in der Wartezeit getötet oder verletzt wurden. McCraw bestätigte, dass im Fall eines noch aktiven Schützen nach Standard-Sicherheitsprotokollen der Polizei ohne Verzögerung zugegriffen werden soll. Zur Entscheidung des diensthabenden Einsatzleiters, nicht sofort das Klassenzimmer zu stürmen, äußerte er „Dafür gibt es keine Entschuldigung.“ Polizei- und Strafrechtsexperten vermuten, dass das Eingeständnis des Versagens der Polizei, das an unterlassene Hilfeleistung grenzt, zu juristischen und personellen Folgen für Texas führen wird.
Am 17. Juli veröffentlichte der Untersuchungsausschuss des Repräsentantenhauses von Texas einen 77-seitigen Bericht über „systemisches Versagen und ungeheuerliche Fehlentscheidungen“, die den Amoklauf verschlimmerten, und kritisierte neben der örtlichen Polizei auch Beamte und Behörden auf Bundes- und Landesebene. In dem Bericht heißt es, dass insgesamt 376 Beamte der Strafverfolgungsbehörden auf den Amoklauf reagierten und zum Tatort fuhren, darunter 149 Beamte der Grenzpatrouille und 91 Beamte der Staatspolizei. Der Bericht stellt fest, dass der Einsatzleiter der Polizei, Hauptmann Pedro Arredondo, wusste, dass ein Kind aus einem Klassenzimmer heraus einen Notruf abgesetzt hatte, dass aber keiner der Beamten, die von den Anrufen erfahren hatten, dafür plädierte, zu handeln, um in die Klassenzimmer einzudringen. Vorher war geleugnet worden, dass die Polizei vor Ort von Notrufen wusste. Lange wurde behauptet, dass der Polizei die Schlüssel der beiden Klassenzimmer gefehlt hätten, um in diese einzudringen. Der Untersuchungsbericht stellt fest, dass die Türen immer unverschlossen waren. Zudem hatte die Polizei die ganze Zeit über ein Spezialwerkzeug, mit dem eine verschlossene Klassenzimmertür hätte aufgebrochen werden können. Bereits um 11:52 Uhr stand der Polizei im Flur der erste ballistische Schutzschild zur Verfügung. Um 12:02 Uhr, 12:03 Uhr und 12:20 Uhr trafen weitere ballistische Schutzschilde ein.
Auch der Abtransport der verletzten Kinder verlief völlig chaotisch. Einige Kinder, die bereits an Schussverletzungen verstorben waren, wurde trotzdem ins Krankenhaus transportiert. Andere verletzte Kinder wurden ohne jede Überwachung in Schulbusse gesetzt. Ein verletztes Kind wurde auf den Gehweg gelegt, wo es hätte überwacht werden sollen, aber dort verstarb.
Der Einsatzleiter der Polizei Hauptmann Pedro Arredondo war am 7. Mai, also nur wenige Wochen vor der Schießerei, in den Stadtrat von Uvalde gewählt worden. Am 30. Mai, eine Woche nach dem Drama, ließ sich Arredondo als Mitglied des Stadtrats vereidigen. Am 2. Juli trat er von seinem Amt im Stadtrat von Uvalde zurück. Noch am 3. Juni beschloss die Polizeileitung des Uvalde Consolidated Independent School District, keine disziplinarischen Maßnahmen gegen Arredondo zu ergreifen. Am 22. Juni wurde er vom Dienst suspendiert.

## Opfer
Bei dem Amoklauf kamen 19 Kinder und zwei Lehrerinnen ums Leben. Bei den Kindern handelte es sich um Schüler einer vierten Klasse. Drei Kinder waren 9 Jahre, dreizehn 10 Jahre und drei 11 Jahre alt. Die Lehrerinnen waren 44 und 48 Jahre alt. Zwei Opfer starben bei der Einlieferung in das Uvalde Memorial Hospital.
Zwei Tage nach dem Amoklauf starb der Witwer einer der getöteten Lehrerinnen an einem Herzinfarkt; das Ehepaar hinterließ vier Kinder.

## Täter
Salvador Rolando Ramos (* 16. Mai 2004; † 24. Mai 2022) wurde in North Dakota geboren, wohnte in Uvalde, nach Angaben der Behörden bei seinen Großeltern. Er hatte keine Vorstrafen und keine aktenkundigen psychischen Erkrankungen. Er war Schüler der Uvalde High School. Nach Angaben von Freunden und Familienangehörigen stritten er und seine Mutter, die häufig Drogen konsumierte, regelmäßig. Mitschülern und Freunden von Ramos zufolge stotterte er und lispelte stark, weswegen er oft schikaniert wurde. Er geriet häufig in Schlägereien mit Mitschülern und hatte nur wenige Freunde. Ramos lief Gefahr, die High School im Jahr 2022 nicht abzuschließen, da er häufig in der Schule fehlte. Er arbeitete ein Jahr lang in einem Wendy’s-Imbissgeschäft, kündigte die Stelle aber einen Monat vor dem Amoklauf. Laut dessen Nachtschichtleitung war Ramos ein Einzelgänger.
Ein Jahr vor dem Amoklauf begann Ramos, auf seinem Instagram-Account Bilder von automatischen Gewehren zu posten, die auf seiner „Wunschliste“ standen. Am 16. Mai 2022 – an diesem Tag, seinem 18. Geburtstag, war der Amokläufer volljährig geworden – kaufte er in einem örtlichen Waffengeschäft legal zwei halbautomatische Gewehre. Darunter die Tatwaffe, ein DDM4 V7 Gewehr der Firma Daniel Defense für 1870 Dollar. Drei Tage vor dem Amoklauf postete der Todesschütze ein Bild der beiden gekauften Gewehre auf seinem Instagram-Account. Der US-Bundesstaat Texas hat das Schusswaffenrecht in den vergangenen Jahren gelockert. Bewohner dürfen Pistolen und Revolver ohne Waffenschein tragen. Im Vorfeld seines Amoklaufs hatte Ramos zudem insgesamt 1.657 Schuss Munition gekauft.
Ramos kündigte seine Tat in einem privaten Chat auf Facebook einem 15-jährigen Mädchen aus Frankfurt am Main an. Er hatte zunächst angekündigt, dass er seine Großmutter erschießen werde, und später geschrieben, dass er auf sie geschossen habe. Etwa eine Viertelstunde vor der Ankunft an der Schule schrieb er, dass er in einer nicht namentlich genannten Grundschule um sich schießen werde. Die Jugendliche antwortete auf seine Ankündigungen „Cool“. Sie wurde später von dem Amtsgericht wegen Nichtanzeige geplanter Straftaten (§ 138 Abs. 1 Nr. 5 StGB) schuldig gesprochen und nach § 14 JGG verwarnt.
Ramos Mutter bat nach der Tat um Vergebung: „Ich habe keine Worte, ich weiß nicht, was er sich dabei gedacht hat… Vergeben Sie mir, vergeben Sie meinem Sohn.“

## Reaktionen

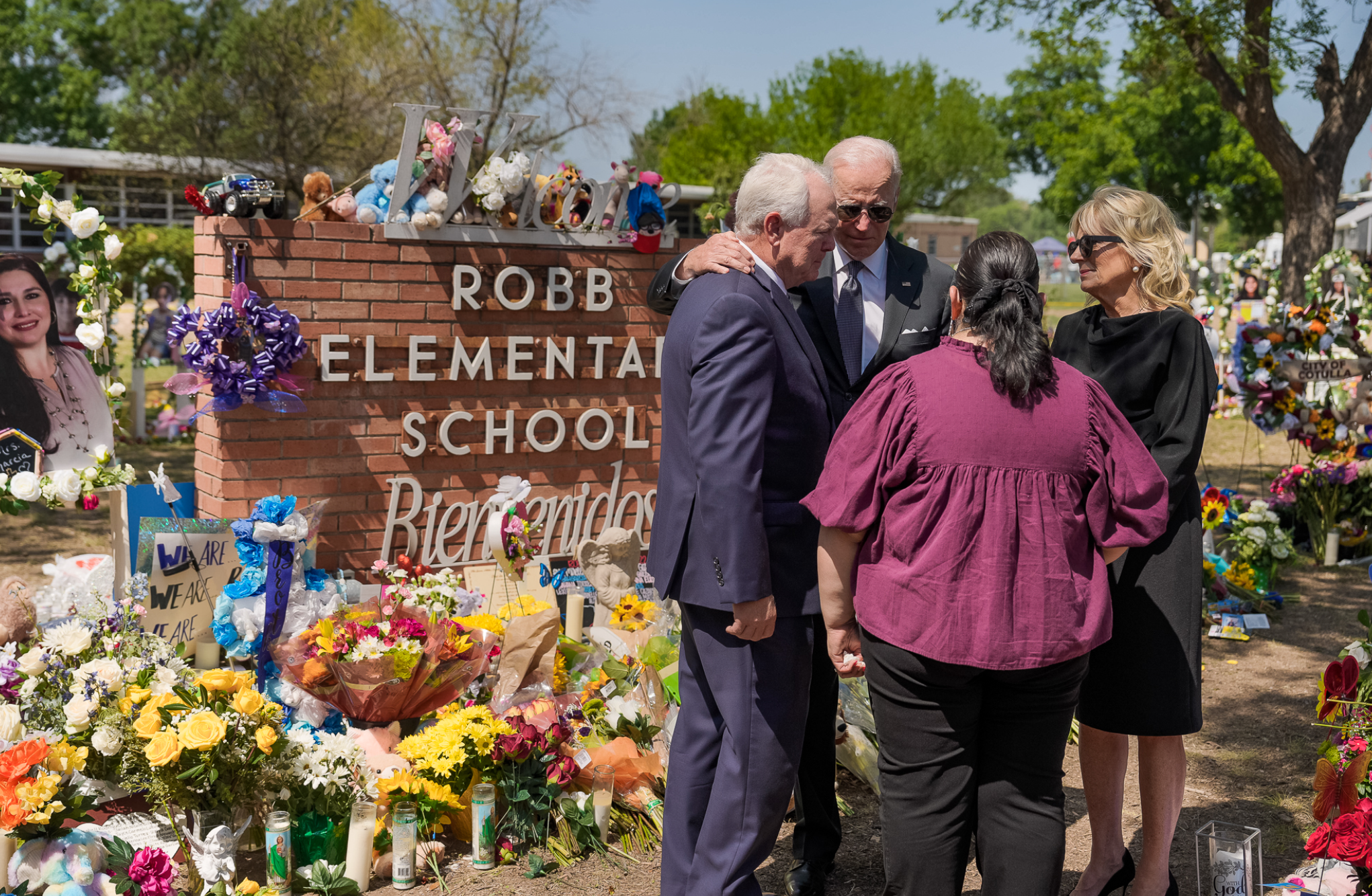
Joe Biden und Jill Biden am Tatort am 29. Mai

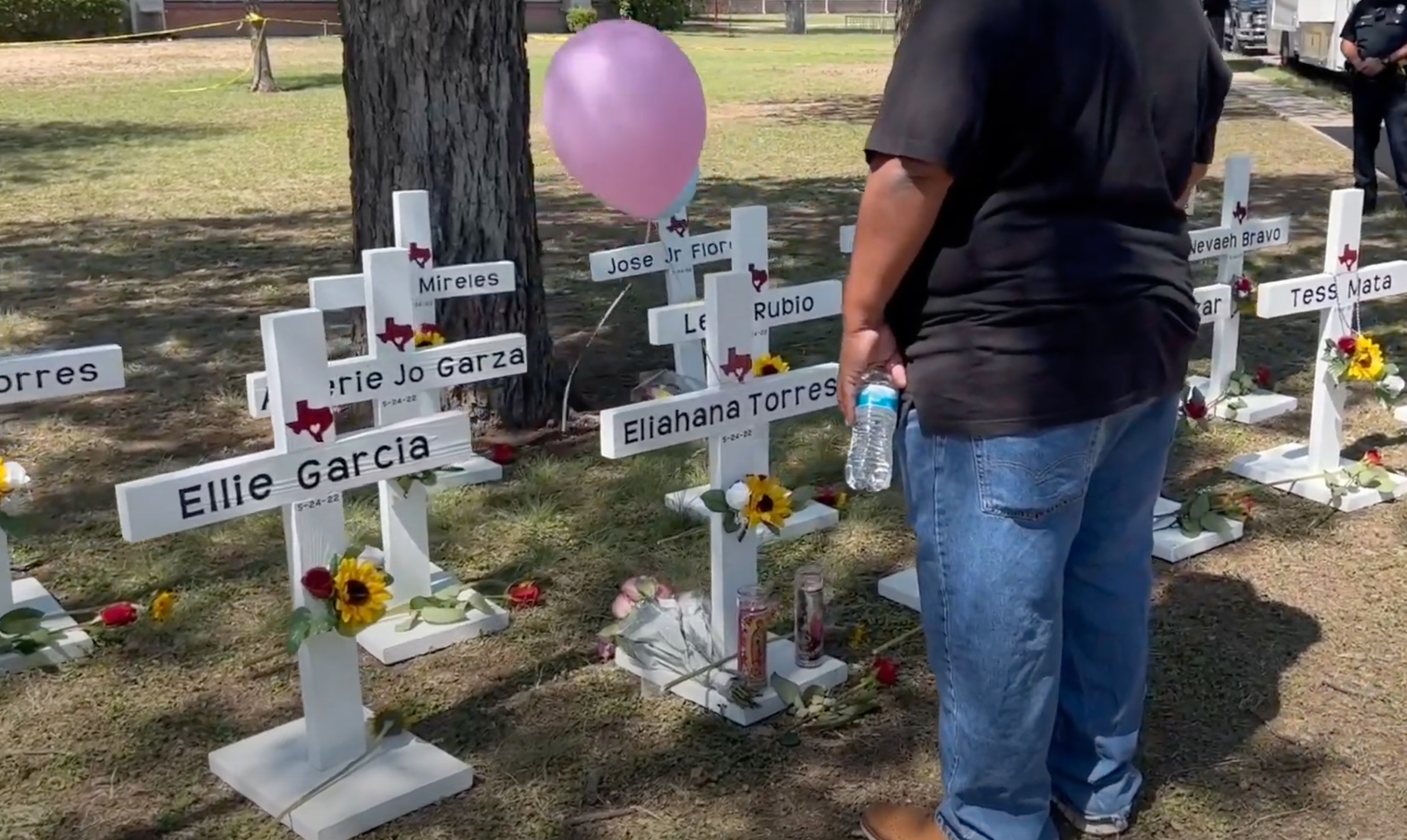
Gedenkstätte für die Opfer des Amoklaufs am 26. Mai

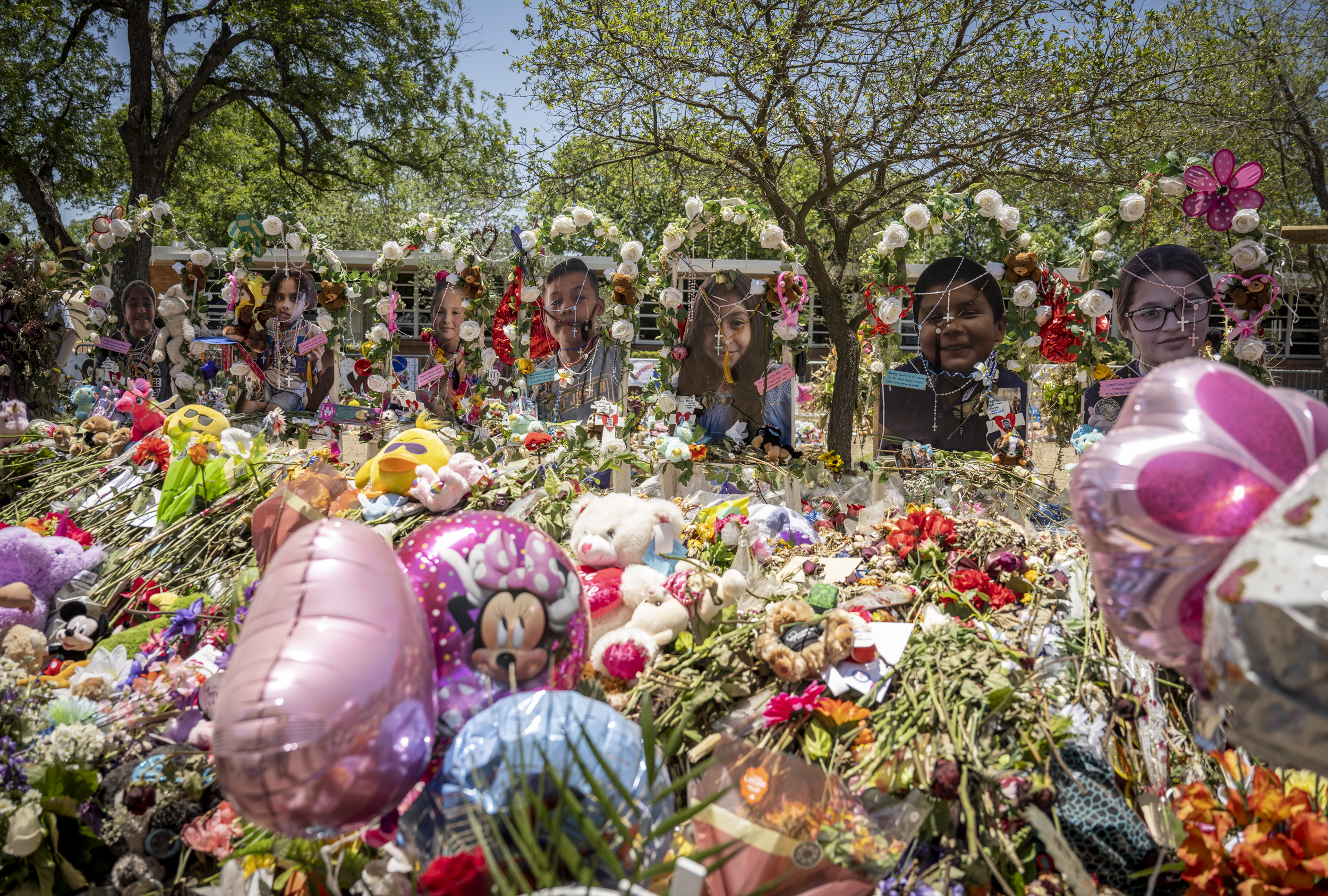
Gedenkstätte am 6. Juni

Die Mehrheit der US-Amerikaner ist mittlerweile für restriktivere Waffengesetze und 68 Prozent befürworten es, dass Waffenkäufer vorab zumindest auf Vorstrafen oder psychische Probleme überprüft werden sollten. Dennoch lehnt die Waffenlobby, vertreten durch die National Rifle Association (NRA) und unterstützt von der Republikanischen Partei, seit Jahrzehnten jede Einschränkung des Rechts auf Waffenbesitz mit dem Hinweis auf den 2. Zusatzartikel zur Verfassung der Vereinigten Staaten ab. Auch in der Debatte nach dem Amoklauf von Uvalde wurden bisher nur die seit langem bekannten Argumente ausgetauscht, die sich an den Trennlinien zwischen Republikanern und Demokraten ausrichten.
Präsident Joe Biden (D) wurde während der Rückkehr von einer Asienreise über den Amoklauf informiert. Er ordnete an, die Flaggen auf halbmast zu setzen, und sprach von Bord der Air Force One aus mit dem texanischen Gouverneur Greg Abbott. In seiner Rede nach der Rückkehr fragte er: „Wann in Gottes Namen werden wir der Waffenlobby die Stirn bieten?“ Er legte keinen Plan für Maßnahmen vor, was die Waffenkontrollaktivisten enttäuschte.
Vizepräsidentin Kamala Harris (D) verurteilte die Tat auf einer Veranstaltung am 25. Mai 2022 und rief zu politischen Veränderungen auf, um sicherzustellen, dass sich so etwas nie wieder ereigne.
Mehrere US-Senatoren bekundeten ihr Beileid. Senator Mitch McConnell (R) twitterte, der Amoklauf habe ihn „entsetzt und untröstlich“ gemacht, und Senatorin Susan Collins (R) bezeichnete die Tat als „unglaublich tragisch und schrecklich“. Senator Ted Cruz (R), der zu den Gegnern schärferer Waffengesetze gehört und nur drei Tage nach dem Amoklauf auf der Jahrestagung der Waffenlobby-Organisation NRA in Houston, Texas teilnahm, nannte die Tat „einen weiteren Akt des Bösen und des Massenmords“ und sprach den betroffenen Familien und Kindern sein Beileid aus. Zugleich beschuldigte er die Demokraten und die Medien, den Amoklauf zu „politisieren“, und behauptete, restriktivere Waffengesetze seien „nicht effektiv“ und würden „keine Verbrechen verhindern“. Nutzer in den sozialen Medien warfen ihm Heuchelei vor, weil er Geld der Waffenlobbyisten angenommen habe und weil er plane, auf einer bevorstehenden NRA-Jahrestagung mit Senator John Cornyn (R), Gouverneur Greg Abbott (R) und Ex-Präsident Donald Trump (R) zu sprechen.
Manuel Oliver, ein Aktivist für strengere Waffengesetze und Vater eines Opfers des Schulmassakers von Parkland, brachte in einer Erklärung seine Empörung zum Ausdruck und sagte, dass die Familien der Opfer nicht die Gedanken und Gebete von Politikern brauchten; „sie brauchen ihre Kinder“. Mehrere Familien von Opfern des Amoklaufs an der Sandy Hook Elementary School forderten strengere Waffenkontrollen. Der Aktivist Fred Guttenberg, dessen Tochter beim Schulmassaker von Parkland getötet worden war, forderte ebenfalls strengere Waffengesetze und drückte seine Unterstützung für die Familien der Opfer der Robb Elementary School aus.
Die ehemaligen Präsidenten Bill Clinton (D) und Barack Obama (D) sowie der kanadische Premierminister Justin Trudeau verurteilten die Tat.
Der republikanische Abgeordnete des US-Repräsentantenhauses für den 4. Distrikt von Arizona, Paul Gosar, verbreitete auf Twitter eine Verschwörungstheorie über die Identität des Täters, indem er behauptete, es handele sich um einen „transsexuellen, linksgerichteten illegalen Ausländer“, und teilte einen gefälschten Beitrag, in dem er Fotos einer Transfrau kopierte, die nichts mit dem Anschlag zu tun hatte. Die Tweets wurden nach medialer Aufmerksamkeit gelöscht.
Der Basketballtrainer Steve Kerr gab kurz nach dem Amoklauf eine viel beachtete, emotionale Pressekonferenz. Er kritisierte jene Senatoren, die sich gegen die Verschärfung von Waffengesetzen stellen, konkret gegen den Gesetzesentwurf H.R.8, der Hintergrundprüfungen (Backgroundchecks) bei Waffenkäufen vorsieht. Diese 50 Senatoren würden die USA „in Geiselhaft halten“ („holding us hostage“), so Kerr.
Am 8. Juni 2022 wurden Überlebende und Angehörige von Opfern des Amoklaufs vor dem US-Repräsentantenhaus angehört. Sie schilderten eindringlich ihre Erlebnisse und forderten die US-Politik zum Handeln auf. Eltern flehten die Abgeordneten an, etwas gegen die Waffengewalt in den USA zu unternehmen.
Am 21. Juni gab Uvaldes Bürgermeister Don McLaughlin bekannt, dass das Gebäude der Robb Elementary School abgerissen werden soll.
Der Bezirk von Uvalde gab am 7. Oktober 2022 die vorübergehende Beurlaubung der gesamten für den Schulbezirk zuständigen Polizei, bestehend aus fünf Beamten und einem Wachmann, bekannt.

## Politische Folgen
Als Folge des Amoklaufs einigte sich der hauptsächlich aus Republikanern und Demokraten bestehende US-Senat unter anderem darauf, dass Angaben zu Jugendstrafen bei Waffenkäufern unter 21 Jahren bei Hintergrundüberprüfungen angezeigt werden. Außerdem erhalten US-Staaten Geld aus dem Bundeshaushalt, um Gesetze zur Verhinderung von Waffengewalt zu erlassen. Zudem sollen mehr Waffenhändler verpflichtet werden, Hintergrundüberprüfungen bei Waffenkäufern vorzunehmen.